# تاريخ المثليين في الدنمارك
- 1668 - نشر كل من نيكولاس كولبيير وأبديا كول كتاب أناتوميا لتوماس بارثولين. يذكر بارثولين بإيجاز المثلية الجنسية بين النساء في هذا الكتاب، واستخدم عبارات، confricatrices rubster و contemptus vivorum لوصفها، ويستشهد بارثولين بأمثلة تاريخية للمثلية الجنسية بين النساء، مثل الشاعرة صافو، فيلانيس، والرسالة إلى أهل روما.[1]

- 1683 - جرَّمت مملكة الدنمارك «العلاقات ضد الطبيعة»، جاعلةً عقوبتها الموت.[2]
- 1933 - تم تقنين وتشريع (إلغاء تجريم المثلية الجنسية في الدنمارك.
- 1948 - تم تأسيس رابطة 1948(بالدنماركية: Forbundet af 1948)‏ وهي جمعية تدافع عن حقوق المثليين جنسيا.
- 1976 : الدنمارك تساوي في السن القانوني للعلاقات الجنسية بين العلاقات الجنسية المثلية والعلاقات الجنسية المغايرة.
- 1985: أصبحت «رابطة 1948» تسمى ب«الجمعية الدنماركية الوطنية للمثليين والمثليات» (بالدنماركية: Landsforeningen for Bøsser og Lesbiske، Forbundet af 1948 or LBL).
- 1989: أصبحت الدنمارك أول دولة في العالم تعترف قانونيا بالعلاقات للأزواج المثلية عبر الشراكة المسجلة عام 1989، والتي تتساوي تقريبا في الحقوق التي تمنحها مع حقوق الزواج بين رجل وامرأءة، عدا حق التبني (حتى 2010) والحق في الزواج في الكنسية (حتى 2012). في 1 أكتوبر 1989، أصبح الناشطان في الدفاع عن حقوق المثليين أكسل وأيكل أكسكل "و 10 أزواج مثلية دنماركية أخرى أول أزواج مثلية "تتزوج" بشكل غير رسمي من قبل توم أهلبيرغ، نائب رئيس بلدية كوبنهاغن، في البلدية، ورافق ذلك اهتمام وسائل الإعلام في جميع أنحاء العالم.
- 2009: أصبحت «الجمعية الدنماركية الوطنية للمثليين والمثليات» تسمى ب«إل جي بي تي الدنمارك - المنظمة الوطنية الدنماركية للرجال المثليين، والمثليات، ومزدوجي الميول الجنسية والأشخاص المتحولين جنسيا» (بالدنماركية: LGBT Danmark-Landsforeningen for bøsser, lesbiske, biseksuelle og transpersoner)‏.
- 2010: أصبح تبني المثليين للأطفال قانونيا بعد التصويت على تشريع يسمح بذلك.
- 2012: أصبح زواج المثليين في الدنمارك قانونيا.
- 2014: أصبحت الدنمارك أول دولة أوروبية تزيل تشخيص اضطراب الهوية الجنسية كشرط ضروري في عملية تحديد الهوية الجندرية.[3]
- 2016: أصبح زواج المثليين في جرينلاند قانونيا.
- 2017: أصبحت الدنمارك أول بلد في العالم يزيل الهوية المتحولة جنسياً من قائمته الخاصة باضطرابات الصحة العقلية.[4]
- 2017: أصبح زواج المثليين في جزر فارو قانونيا.